# Lisa Brenner
Lisa Dawn Brenner (n. 12 februarie 1974, Long Island, New York) este o actriță americană.

## Date biografice
Lisa provine dintr-o familie de actori, ca și părinții ei Harry și Gloria, sau frații și surorile ei Richard și Karen și ea a devenit actriță. Ea a studiat engleza și dramaturgia la Universitatea Columbia. După câteva roluri jucat în diferite seriale TV, ajunge să fie cunoscută pe plan internațional prin rolul jucat în filmul Patriotul (engl. The Patriot). Din iulie 2003 Lisa este căsătorită cu producătorul de filme Dean Devlin.

## Filmografie selectată
- 1994: All My Children (serial TV)
- 1999:  (Chicago Hope, serial TV)
- 2000: Patriotul (The Patriot)
- 2001:  (The Groomsmen)
- 2001: Sex and a Girl (Alex in Wonder)
- 2001:  (CSI: Crime Scene Investigation, serial TV)
- 2003: (The Diary of Ellen Rimbauer, Miniserie)
- Bibliotecarul: Comoara din spatele cărților (2004)
- 2005: (The Triangle)
- Bibliotecarul 2: Întoarcerea la minele Solomon (2006)
- 2007: I'm Through with White Girls (The Inevitable Undoing of Jay Brooks)
- 2007: The Grand Design
- 2008: A Gunfighter's Pledge (film TV)
- 2008: Blank Slate (film TV)
- 2008: The Mentalist (serial TV)
- Leverage (2010)